# Jehu (profeet)
Jehu (Hebreeuws:  יהוא) is een profeet uit de Hebreeuwse Bijbel. Hij was de zoon van de profeet Hanani. 
Jehu voorzei het einde van de dynastie van Basa, de koning van Israël. Deze profetie kwam uit toen Basa's zoon Ela werd vermoord door Zimri, zijn wagenmenner. Zimri werd de daaropvolgende koning in Israël.
Ruim 30 jaar later bestrafte Jehu Josafat, de koning van Juda. Josafat had namelijk vriendschap gesloten met de koning van Israël, Achab. Deze Achab was berucht om zijn Baäl-aanbidding en zijn wanbestuur.